# Симментальская (порода коров)
Симментальская порода — мясо-молочная порода крупного рогатого скота, выведенная в Швейцарии.
Симментальская обладает хорошей молочностью и удовлетворительным выходом мяса.

## Происхождение
Симментальская порода — одна из древнейших в мире. Предки симментальского скота были завезены на территорию Швейцарии в V веке; развитие породы происходило в несколько этапов и завершилось лишь во второй половине XX века. Название породы происходит от долины реки Симме в кантоне Берн. В Швейцарии  симменталов, как и швицев, используют и в качестве рабочего скота.
Благодаря хорошей способности этой породы к акклиматизации она получила широкое распространение во всем мире. В дальнейшим на её основе был выведен ряд других пород: монбельярдская, флекфи, болгарская красная, венгерская пёстрая, словацкая красно-пёстрая, сычёвская и другие.
В России симментальская порода известна с XIX века, и издавна находит широкое применение в нашем скотоводстве, и её разводят в 36 регионах, в Центральном, Южном, Приволжском, Сибирском и Дальневосточном федеральных округах. Наибольшее количество скота этой породы насчитывается в Белгородской, Воронежской, Липецкой областях, в Башкирии, Алтайском и Красноярском краях. В СССР наиболее известный государственный племенной рассадник симменталов находился в районе Сычёвки Западной области.
Живой вес симментальских быков больше 800 килограмм, в откормленном состоянии — до 1500 килограмм, средний живой вес быков — около 700 килограмм. Отношение убойного веса к живому — 55—60 %. Средний годовой удой коров — 3500 литров при 3,9 % жира. Отдельные коровы дают 6000—7000 литров и больше.

## Стандарты

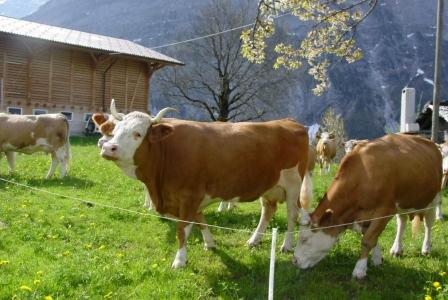

Масть породы — палевая, палево-пёстрая, красно-пёстрая и красная с белой головой.
Животным свойственны крепкая конституция и пропорциональное телосложение. Высота в холке составляет 135—140 см, длина туловища 160—165 см, обхват пясти 20—21 см. Голова большая с широким лбом, грудь глубокая (у быков с развитым подгрудком), спина широкая, крестец иногда приподнят, мышцы хорошо развиты, кожа толстая, вымя чаще округлое, соски крупные.
Взрослые коровы весят 550—650 кг, быки — 900—1200 кг. Максимальная масса коров достигает 870 кг, быков — 1300 кг.

## Использование
Симментальская порода отличается оптимальным сочетанием молочной и мясной производительности.
Взрослые быки симментальской породы легко набирают массу от 850 до 1000 кг, а производители достигают максимум 1300 кг. Коровы же обычно весят 550—620 кг, лишь изредка достигая предела одной тонны. Кормясь в стойле, за сутки молодая особь может прибавить в весе порядка 900—1100 граммов, к 12 месяцам набирая 400 кг, к 18-месячному возрасту достигая массы 500—600 кг. Откормленные коровы дают до 56 % убойного выхода, быки же и вовсе — 65 %. Мясо высокого качества, но в туше относительно больше костей, чем в туше скота мясных пород. Во многих странах мира симментальский скот используется для повышения мясной продуктивности при скрещивании с животными молочных пород.
Молочная продуктивность симментальских коров в различных зонах разведения неодинакова. Индекс вымени у коров 42-45 %. Средние удои колеблются от 3000 до 3500 кг, жирность молока составляет 3,7-3,9 %, а содержание белка — 3,3-3,5 %. Корова после третьего отела дает 3500-4000 кг молока в год. В племенных хозяйствах удои достигают 5000-5500 кг, жирномолочность 4,0-4,1 %. Удоями от 4 до 5,5 тысяч килограммов за одну лактацию могут похвастать фермеры Центрально-чернозёмного района. Некоторые коровы даже устанавливают рекорды: Мальвина (14450 кг — жирность 3,9 %), Чернощёкая (14008 кг — жирность 4,56 %), Летка (15057 кг — жирность 4,85 %). При этом стоит учитывать, что коровы симментальской породы дают молоко до 15 лет, что делает симментальских коров очень «долговечными».
В 2021 году в племенных хозяйствах от особей-рекордсменок симментальской породы получают надои по 11 000—12 500 кг молока, а в племрепродукторах Тамбовской и Липецкой областей — по 15 000—18 000 кг.

## Разведение
Разведение симменталов направлено не только на получение молока или мяса, но и на увеличение поголовья. Главный плюс: неприхотливость к условиям и приспособляемость. Животные хорошо себя чувствуют в умеренных широтах и высокогорьях. При скрещивании с местными коровами способны показывать высокую продуктивность даже в засушливых и тропических районах.
На основе скрещивания симментальской породы с быками голштинской породы красно-пестрой масти выведена красно-пестрая порода (1998 г.). Помесей от скрещивания с красно-пестрой голштинской породой (кровностью менее 50 %) следует разводить по программе создания молочного типа симментальского скота. 
Улучшение показателей продуктивности породы ведется на основании оценки племенной ценности быков-производителей. В породе выведен бородинский тип, обладающий высокой продуктивностью.

## Достоинства и недостатки породы
Отзывы о симментальской породе коров одобрительные. Животные необыкновенно послушны и понятливы. Они много двигаются и едят, поэтому практически не болеют.
В еде симментальские коровы также неприхотливы, с легкостью переходят на новые рационы. Правда резко менять корма и режим приема пищи не рекомендуют — может сказаться на пищеварительной системе скота.
Вообще здоровье у симменталов крепкое. Они без проблем переносят резкую смену погоды, имеют высокую сопротивляемость инфекциям. В случае заболевания выздоравливают практически без вмешательства человека.
Главным недостатком является то, что телочки симментальской породы долго созревают. Случка до 22 месяцев не проводится, так как может привести к серьёзным проблемам. Успех искусственного осеменения при соблюдении сроков достигает 90 %. Первого теленка симменталки приводят в 31-33 месяца. Это длительные сроки, поскольку некоторые породы готовы к случке уже в полтора года.
К недостаткам также относится кормление животных. Несмотря на неприхотливость симменталов к еде, её все равно нужно много. В день на одно животное выдают не менее 7 кг сухих и 4 кг сочных кормов. В период лактации, вынашивания, быстрого набора веса норму увеличивают.
Из недостатков телосложения встречаются неправильная постановка задних конечностей, провислость спины, слабое развитие передних долей вымени, а также недостаточное развитие груди в ширину.